# CotonTchad
La CotonTchad, ou Société cotonnière du Tchad société nouvelle, est un organisme créé en 1972, privatisée en avril 2018 et détenue à 60 % par le groupe singapourien Olam. Elle était précédemment détenue à 75 % par l'État tchadien, à 19 % par Dagris, l'ex et à 6 % par des banques locales, qui a pour mission de fournir les outils et engrais aux planteurs et de commercialiser le coton-graine.

## Origine et création
Le coton était déjà connu des populations d'une partie du Tchad avant la colonisation. L'ethnie des Foulbé, installés au pied des monts du Mandara, filaient et tissaient le coton, en particulier d'étroites bandes de coton servant de cache-sexe. Le coton a été introduit en Afrique par les Arabes et les Portugais. En 1918, les Belges commencent la culture industrielle du coton, posant les fondements de l'économie du Tchad.
La création d'une filière organisée du coton au Tchad remonte à la présence française, mais n'intervient pas tout de suite. En 1910, l'Oubangui-Chari devint l'un des territoires de l'Afrique-Équatoriale française, avec le Tchad, le Moyen-Congo et le Gabon. Les premiers essais officiels de la culture du coton furent tentés par les Français en 1921 et s'avèrent concluants. En 1926, des sociétés d'égrenage s'installent en Oubangui-Chari. La campagne de 1927 marque dans ce territoire le véritable départ d'une culture, encouragée par le gouverneur général français Raphaël Antonetti, et accompagnée par le développement de stations d'égrenage en 1928. Mais dans les années 1930, seulement 337 tonnes de coton-graine sont produites. Vingt-cinq ans plus tard, ce sera 60 000 tonnes de coton-graine, chiffre qui va atteindre 100 000 tonnes en 1971 puis monter à 175 000 tonnes en 1975 et culminer à 263 475 tonnes en 1998.
En 1934, quatre sociétés coloniales privées, versant des dividendes à leurs actionnaires, se répartirent le territoire : la Cotonfran pour le Tchad, plus les subdivisions de Bouali, Fort-Sibut, Dekoa et Batangafo en Oubangui-Chari. La Cotonaf, la Comouna et la Cotoubangui reçurent chacune des régions de l'Oubangui-Chari, qui deviendra en 1960 la République centrafricaine. Les cours du coton montant jusqu'en 1951, en raison des pénuries de l'après-guerre, l'État français mit alors en place une "Caisse de Soutien au coton", collectant une part des bénéfices réalisés lorsque les prix mondiaux du coton remontaient, pour en reverser une partie lorsque les prix mondiaux ne permettaient plus de couvrir les frais.
Plus tard, lors de la création en 1949 de la  Compagnie Française pour le Développement des Textiles (CFDT), une convention imposa la modernisation des usines d'égrenage. Un total de 25 usines est recensées dans les années 1850, dans quatre secteurs:
- Secteur de Mayo-Kebbi : Bongor, Fiariga, Mombaroua, Léré, Pala ; Gagal, Gounou-Gaya.
- Secteur de Logone : Moundou, Doba, Doher, Goré, Guidari, Kélo, Pand- zangué Beinamar.
- Secteur de Moyen-Chari : Fort-Archambault, Moïssala, Kyabé, Kokabri, Koumra et Batangafo
- Sous-secteur : Bousso, Onoko, Korbol, Am-Timan.
De 1952 à 1955, les investissements réalisés par le pouvoir colonial dans des mécanismes d'aspiration pneumatique et dans la création de châteaux d'eau alimentés par pompes mécaniques, permettent de réduire les opérations de manutention, lors du déchargement des camions de coton-graine, de l'entoilage et du cerclage des balles, ce qui réduit le nombre des manœuvres saisonniers embauchés et aboutit à une extension des secteurs cultivés, en partant du Sud pour aller vers le nord. 
En 1954, le Tchad et l'Oubangui-Chari sont  les deux territoires les plus importants pour le coton dans l'Afrique-Équatoriale française, qui produisait au total chaque année de 30 000 à 35 000 tonnes de coton-fibre, représentant 75 à 80 % de tout le coton fibre, appelé aussi coton brut, produit dans l'empire colonial français. En 1953-1954, environ 451 000 planteurs tchadiens, sur une population totale de 2,5 millions d'habitants, cultivaient 215 000 hectares de coton.
Un autre ancêtre de la CotonTchad fut jusqu'en 1974 la Compagnie Française pour le Développement des Textiles (CFDT). Une quinzaine d'années après les indépendances de 1960, la plupart des pays transformèrent ses filiales en sociétés cotonnières, sur le modèle de sociétés d’économie mixte où la CFDT restait actionnaire: la Sodecoton au Cameroun, la Compagnie ivoirienne pour le développement des textiles (C.I.D.T) en Côte d'Ivoire, la Compagnie malienne pour le développement du textile au Mali, la CotonTchad au Tchad, la Société centrafricaine de développement agricole (Socada) en République centrafricaine, la Société togolaise du coton (Sotoco) au Togo, la Sodefitex au Sénégal, la Société nationale pour la promotion agricole (Sonapra) au Bénin et la Société Burkinabè des Fibres Textiles (Sofitex) en Haute-Volta. Chacune de ces sociétés va contribuer à la multiplication par cinq de la production de coton en Afrique francophone, entre 1980 et 2004.

## Production et chiffres
La production de coton de la zone franc, en tonnes (sources : Compagnie Française pour le Développement des Textiles/Dagris)
| Année      | 1950   | 1960   | 1980        | 1990      | 2000       | 2004         | 2008        |
| Production | 100000 | 200000 | 1/2 million | 1 million | 2 millions | 2,6 millions | 1,3 million |

Au milieu des années 1970, lors de la création de la Cotontchad, les pouvoirs publics lancent l'opération "750 000 tonnes". Lors de la campagne 1975-1976, plus de 300 000 hectares sont ensemencés de coton et la production flirte avec les 175 000 tonnes. Puis, les superficies sont progressivement divisées par deux, revenant à seulement 124 000 hectares ensemencés en 1986.
Après les affrontements armés des années 1980, le retour progressif de la paix dans la région cotonnière, conjugué à la dévaluation du franc CFA et à la plus grande autonomie donnée en 1993 à la CotonTchad pour la fixation du prix d'achat du coton aux planteurs, ont permis une forte augmentation des surfaces cultivées, pour atteindre le sommet de 386 300 hectares en 1997-1998, lors de la campagne la plus importante de l'histoire de la Coton Tchad : un total de 263 475 tonnes de coton-graine récoltées.
Le coton est surtout cultivé au sud du pays, dans des exploitations familiales, composées de 5 à 6 cultivateurs et d'une superficie généralement de 1 à 2 hectares. Considéré comme un « or blanc », le coton est l’un des principaux piliers de l’économie tchadienne, à qui il procure 60 % à 65 % de ses exportations, contre 80 % en 1985, et fait aussi vivre près de 3 millions de personnes, travaillant sur environ le dixième des surfaces cultivées. La principale zone d'exportation du coton tchadien est l'Union européenne et en particulier la France, l'Allemagne, la Belgique, le Portugal et l'Espagne.
La CotonTchad détient neuf usines d'égrenage du coton, situées toutes dans le sud du pays (Sahr, Koumra, Moundou, Kelo, Gounou-Gaya, Léré, Pala, Kyabe). Ses ex-usines d'huile de coton et de savon ont été privatisées et renommées Direction de l'huilerie savonnerie (DHS), en 2003, sous l'impulsion du Fonds monétaire international (FMI).
La privatisation en cours des activités de base de la CotonTchad (égrenage, conseil, commercialisation) constitue un enjeu social pour les régions cotonnières les plus enclavées, dans le sud et l'est tchadien. Le voyage d’un convoi de coton, en partant de l’usine de Sarh jusqu’à Ngaoundéré, au Cameroun, prend deux à trois semaines, sur près de mille kilomètres de mauvaises pistes. Il faut ensuite compter deux jours de train pour embarquer au port camerounais de Douala. Pour la zone de l’Est, particulièrement enclavée, un système de péréquation garantit la prise en charge d'une partie du transport, sous l'autorité de l'État.